# Gavrionisia
Die griechische Inselgruppe Gavrionisia (griechisch Γαυριονήσια (n. pl.)) besteht aus einer kleinen Insel sowie sechs Eilanden, Felseninselchen und einigen Felsen vor der Südwestküste der Kykladen-Insel Andros im Ägäischen Meer. Verwaltungstechnisch gehören die unbewohnten Inseln zur Ortschaft Gavrio in der Gemeinde Andros.

## Geographische Lage
Die Inseln liegen in der Bucht von Gavriou (Όρμος Γαυρίου) etwa 3 km südlich von Gavrio, dem Haupthafen von Andros. Megalo ist mit einer Länge von 1,2 km in Nordsüdrichtung und einer maximalen Breite von knapp über 200 m die größte Insel. Die kürzeste Entfernung zur Insel Andros beträgt zum Kap Kourouni (Ακρωτήριο Κουρούνι) nach Nordnordost 1,9 km und zum Kap Kolona (Ακρωτήριο Κολώνα) bei Batsi 2,4 km nach Osten. Fast parallel zu Megalo liegen etwa 1,4 km westlich die Felseninseln Prassouda, Gaidaros, Plaka und Tourlitis. Vor der Nordwestküste von Megalo liegen die Inselchen Akamatis und Prasso.

### Die einzelnen Inseln
| Name                          | griechischer Name                      | Fläche km² | Höhe m | Lage                         |
| ----------------------------- | -------------------------------------- | ---------- | ------ | ---------------------------- |
| Platy (Plati)                 | Πλατύ (n. sg.)                         |            | 05,5   | 37° 51′ 32″ N, 24° 44′ 21″ O |
| Akamatis (Kapititas)          | Ακαμάτης (m. sg.) (Καπισίτας)          | 0,027      | 190    | 37° 51′ 23″ N, 24° 44′ 48″ O |
| Megalo (Megalonisi)           | Μεγάλο (n. sg.) (Μεγαλονήσι)           | 0,232      | 590    | 37° 50′ 56″ N, 24° 45′ 3″ O  |
| Prasso (Prassouda, Makedonas) | Πράσσο (n. sg.) (Πρασσούδα, Μακεδόνας) |            | 090    | 37° 51′ 10″ N, 24° 44′ 44″ O |
| Gaidaros (Lagonisi)           | Γάϊδαρος (m. sg.) (Λαγονήσι)           | 0,043      | 350    | 37° 51′ 8″ N, 24° 44′ 7″ O   |
| Plaka (Prasoudi)              | Πλάκα (f. sg.) (Πρασούδι)              |            | 060    | 37° 50′ 56″ N, 24° 44′ 0″ O  |
| Tourlitis (Tourleta)          | Τουρλίτης (m. sg.) (Τουρλέτα)          |            | 130    | 37° 50′ 47″ N, 24° 43′ 57″ O |

## Natur
Die Inseln wurden im Jahr 2000 als Gebiet von besonderer Naturschönheit ausgewiesen.
Seit Ende der 1960er wird von der Universität Lund die Flora kleiner Ägäisinseln aufgenommen, um Veränderungen der Artenanzahl und Populationsgrößen aufgrund von verschiedenen Umwelteinflüssen aufzuzeigen. Die vier Inseln Platy, Tourleta, Makedonas und Akamatis liegen im Untersuchungsgebiet und wurden erstmals 1968 aufgesucht, seit 1985 in einem Fünf-Jahres-Turnus.